# Малая Старица
Малая Старица (укр. Мала Стариця) — село, входит в Бориспольский район Киевской области Украины.
У села протекает река Красиловка (приток Трубежа).
Население по переписи 2001 года составляло 210 человек. Почтовый индекс — 08334. Телефонный код — .

## Местный совет
08333, Киевская обл, Бориспольский р-н, с. Кирово, ул. Ленина, 76